# ハミルトン (ミュージカル)

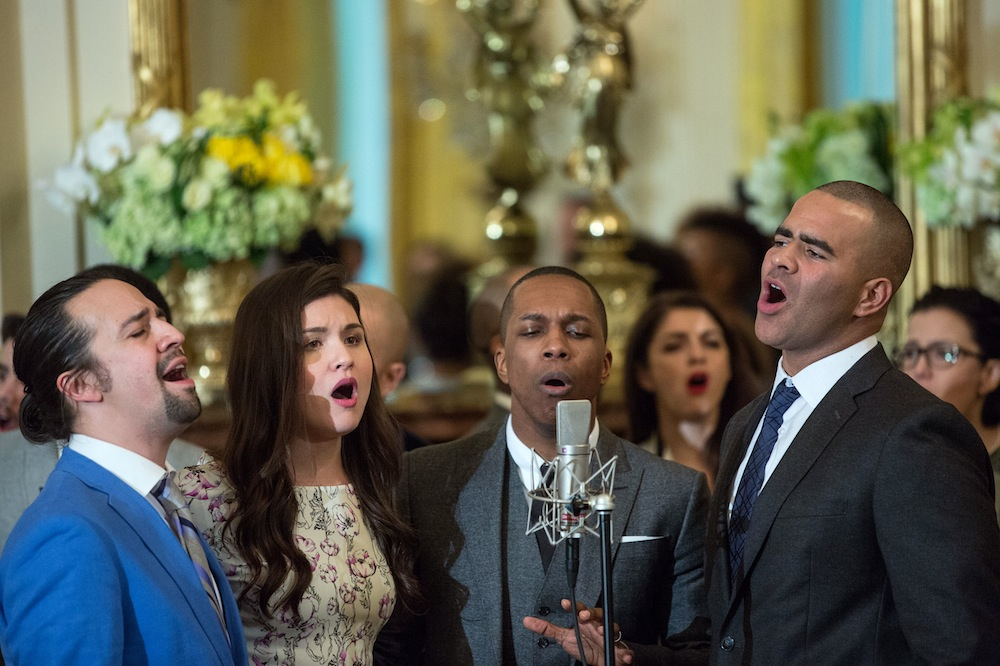
2016年、ホワイトハウスにて歌唱。左からリン＝マニュエル・ミランダ、フィリッパ・スー、レスリー・オドム・Jr、クリストファー・ジャクソン

『ハミルトン』(英語: Hamilton: An American Musical)は、ロン・チャーナウによる2004年の伝記『Alexander Hamilton』を基に、アメリカ合衆国建国の父の一人アレクサンダー・ハミルトンの生涯をヒップホップ音楽で綴ったミュージカル作品。脚本・作曲・作詞・主演をリン＝マニュエル・ミランダが務めている。ヒップホップ・ミュージック、コンテンポラリー・R&B、ポップ・ミュージック、ソウルミュージック、ショー・チューンを融合し、建国の父を含む歴史上実在の人物でさえも白人ではなく有色人種が配役されている。批評的にも興行収入的にも成功している。
2015年2月、オフ・ブロードウェイにあるパブリック・シアターで開幕し、全公演完売となった。2015年8月、ブロードウェイにあるリチャード・ロジャース劇場に移行し、批評的に多大な評判を受け、かつてない興行成績となった。
2016年には第70回トニー賞13部門16ノミネートを獲得し、全部門及びトニー賞史上最多ノミネート記録となったほか、楽曲賞を含む11部門受賞に輝いた。さらにグラミー賞ミュージカル・シアター・アルバム賞、ピューリッツァー賞 戯曲部門を受賞した。2015年、オフ・ブロードウェイ公演はドラマ・デスク・アワードにおいて14部門でノミネートされ、ミュージカル作品賞を含む8部門で受賞した。
2016年9月、CIBCシアターでシカゴ公演のプレビュー公演が開幕し、翌10月、正式に開幕した。2017年12月、ロンドンにあるヴィクトリア・パレス・シアターでウエスト・エンド公演が開幕し、ローレンス・オリヴィエ賞において新作ミュージカル作品賞を含む7部門で受賞した。2017年3月、第1回全米ツアー公演が開幕した。2018年2月、第2回全米ツアー公演が開幕した。

## 背景
ブロードウェイ・ミュージカル『イン・ザ・ハイツ』休演中、ミランダはロン・チャーナウ著のアレキサンダー・ハミルトンの伝記を読んだ。最初の数章を読んだだけで、ミランダはハミルトンの人生を基にしたミュージカルの構想を練り始め、過去にハミルトンを題材にした作品の調査を始めたが、1917年、ジョージ・アーリス主演によるブロードウェイの戯曲『ハミルトン』のみであることが判明した。(1931年、アーリスは映画『Alexander Hamilton』でハミルトン役を再演しているが、ミランダが鑑賞した記録はない)
その後、ミランダは『ハミルトン・ミックステープ』の制作を開始した。2009年5月12日、ミランダはホワイト・ハウスで開催された『Evening of Poetry, Music and the Spoken Word』において『イン・ザ・ハイツ』の曲の演奏に招聘された。しかし『ハミルトン・ミックステープ』から、のちに『ハミルトン』オープニング曲『"Alexander Hamilton"』となる試作曲を演奏した。『"My Shot"』に1年を費やし、ほかの初期の曲の作曲を行なった。
2013年7月27日、ミランダはヴァッサー大学で行なわれたリーディング・フェスティバルにて『ハミルトン・ミックステープ』としてワークショップ・プロダクション公演を上演した。トーマス・カイルが演出、アレックス・ラカモアが音楽監督を務めた。このワークショップは第1幕全シーンと第2幕からの3曲で構成されていた。なおこの公演においてラカモアはピアノ演奏でも参加した。オリジナル・ワークショップ主要キャストのうち、ミランダ、デイヴィード・ディグス、クリストファー・ジャクソンの3名のみがオフ・ブロードウェイ公演に出演した。オフ・ブロードウェイ公演出演者のうち、ジョージ王3世役がブライアン・ダーシー・ジェイムズからジョナサン・グロフに交代した以外はほとんどがブロードウェイ公演にも出演した。

## あらすじ
2幕を通し、アレクサンダー・ハミルトンの物語を描く:

### 第1幕
カリブ海地域で生まれた頃からのアレクサンダー・ハミルトンの生い立ちが紹介される("Alexander Hamilton’’)。1776年、ニューヨークに移住し、ハミルトンはアーロン・バー、ジョン・ローレンス、ラファイエット、ハーキュリーズ・マリガンと出会い("Aaron Burr, Sir")、修辞技法の技術の高さで驚かせる("My Shot")。彼らは革命の目的を口々に語る("The Story of Tonight")。アンジェリカ、イライザ、ペギーのスカイラー姉妹が登場する("The Schuyler Sisters")。ジョージ3世が権力を誇示する("You'll Be Back")。ニューヨーク・ニュージャージー方面作戦の間、ハミルトンは野戦指揮官からジョージ・ワシントンの副官に昇進する("Right Hand Man")。
ハミルトンはイライザ・スカイラーと結婚する("Helpless")。イライザの姉アンジェリカは2人の幸せのために自分の気持ちを封印する("Satisfied")。バーは自身のキャリアや控えめなスタイルと比較しつつハミルトンの速い出世を評価する("Wait For It")。
ハミルトンの友人であるローレンスがハミルトンとバーの支援を受けチャールズ・リーと決闘する。リーは負傷し降伏する("Ten Duel Commandments")。ハミルトンはこの決闘によりワシントンから謹慎を受けるが、ヨークタウンの戦い最終戦の計画ために呼び戻される("Yorktown (The World Turned Upside Down)")。
ヨークタウンの戦いの勝利の直後、ハミルトンに息子フィリップが、バーに娘セオドシアが誕生する("Dear Theodosia")。ハミルトンはローレンスが不毛な戦いにより亡くなったと知らされ、職務に専念する("Tomorrow There'll Be More of Us")。『ザ・フェデラリスト』を共同で執筆し、就任したばかりのワシントン大統領から財務長官に任命される。アンジェリカは結婚したばかりの夫と共にロンドンに転居する("Non-Stop")。

### 第2幕
1789年、トーマス・ジェファーソンとハミルトンは閣議においてハミルトンの財政計画の利点について議論する。ワシントンはハミルトンを黙らせ、議会では妥協も必要だと語る("Cabinet Battle #1")。
ハミルトンが妥協案の検討のために家に残り、夏季をロンドンで過ごしたイライザを含むスカイラー一家はアンジェリカと共に戻ってくる("Take a Break")。ハミルトンはマリア・レイノルズと不倫を始め、マリアの夫に脅迫の材料を与えてしまう("Say No To This")。ハミルトン、ジェファーソン、ジェームズ・マディソンは私的なディナーの席で、ポトマック川沿いに連邦首都を移すことと引き換えにハミルトンの財政計画を行なう「1790年妥協」を作成する。バーはハミルトンの議会での活躍を妬み、自らも権力を望む("The Room Where It Happens")。
閣議において、ジェファーソンとハミルトンは第一次対仏大同盟でアメリカがフランス側につくかどうかで口論となる。結局ワシントンはハミルトンの主張する中立の立場に同意する("Cabinet Battle #2")。ワシントンは大統領職を退任することを決意し、ハミルトンは辞任挨拶の執筆を手伝う("One Last Time")。
ジョン・アダムズが第2代アメリカ合衆国大統領となり、ハミルトンを解任したためハミルトンは新大統領の批評を著す("The Adams Administration")。ハミルトンとマリアの不倫は明るみに出たため("The Reynolds Pamphlet")、イライザとの関係が危うくなる("Burn")。息子のフィリップがジョージ・イーカーとの決闘で19歳で亡くなり("Blow Us All Away")、ハミルトンとイライザは和解する("It's Quiet Uptown")。
1800年アメリカ合衆国大統領選挙におけるハミルトンのジェファーソン支持により、ハミルトンとバーの関係性は憎悪に変わる。書簡を交わし、バーはハミルトンに決闘を申し込む("Your Obedient Servant")。ハミルトンはイライザとアンジェリカに見守られながら亡くなる。バーは勝ってさえも悲しみに暮れつつ、殺人鬼と罵られる("The World Was Wide Enough")。その後の歴史が紹介され幕が下りる("Who Lives, Who Dies, Who Tells Your Story")。

## 役と主要キャスト

### オリジナルキャスト
| 役名                                              | ヴァッサー ワークショップ公演 | オフ・ブロードウェイ公演         | ブロードウェイ公演               | シカゴ公演                   | 第1回 全米ツアー公演 | ウェストエンド           | 第2回 全米ツアー公演 | プエルトリコ公演           |
| ------------------------------------------------- | ----------------------------- | -------------------------------- | -------------------------------- | ---------------------------- | -------------------- | ------------------------ | -------------------- | -------------------------- |
| アレクサンダー・ハミルトン                        | リン＝マニュエル・ミランダ    | リン＝マニュエル・ミランダ       | リン＝マニュエル・ミランダ       | Miguel Cervantes             | マイケル・ルウアイ   | Jamael Westman           | Joseph Morales       | リン＝マニュエル・ミランダ |
| イライザ・ハミルトン                              | アナ・ノゲイラ                | フィリッパ・スー                 | フィリッパ・スー                 | アリ・アフサー               | Solea Pfeiffer       | レイチェル・アン・ゴー   | Shoba Narayan        | TBA                        |
| アーロン・バー                                    | ウトカルシュ・アンベードカル  | レスリー・オドム・Jr             | レスリー・オドム・Jr             | ジョシュア・ヘンリー         | ジョシュア・ヘンリー | ジャイルズ・テレラ       | Nik Walker           | TBA                        |
| アンジェリカ・スカイラー                          | アニカ・ノニ・ローズ          | レネイ・エリース・ゴールズベリイ | レネイ・エリース・ゴールズベリイ | カレン・オリヴォ             | Emmy Raver-Lampman   | レイチェル・ジョン       | Ta'Rea Campbell      | TBA                        |
| ラファイエット伯爵 / トーマス・ジェファーソン     | ダヴィード・ディグス          | ダヴィード・ディグス             | ダヴィード・ディグス             | Chris De'Sean Lee            | Jordan Donica        | ジェイソン・ペニーコーク | カイル・スカットリフ | TBA                        |
| ジョージ・ワシントン                              | クリストファー・ジャクソン    | クリストファー・ジャクソン       | クリストファー・ジャクソン       | Jonathan Kirkland            | Isaiah Johnson       | Obioma Ugoala            | Marcus Choi          | TBA                        |
| 国王ジョージ3世                                   | ジョシュア・ヘンリー          | ブライアン・ダーシー・ジェームズ | ジョナサン・グロフ               | アレクサンダー・ジェミニャニ | ローリー・オマーリー | マイケル・ジブソン       | Jon Patrick Walker   | TBA                        |
| ジョン・ローレンス / フィリップ・ハミルトン       | Javier Muñoz                  | アンソニー・ラモス               | アンソニー・ラモス               | José Ramos                   | Rubén J. Carbajal    | Cleve September          | Elijah Malcomb       | TBA                        |
| ペギー・スカイラー / マリア・レイノルズ           | Presilah Nunez                | ジャスミン・ケパ・ジョーンズ     | ジャスミン・ケパ・ジョーンズ     | Samantha Marie Ware          | Amber Iman           | Christine Allado         | Danielle Sostre      | TBA                        |
| ハーキュリーズ・マリガン / ジェームズ・マディソン | ジョシュア・ヘンリー          | Okieriete Onaodowan              | Okieriete Onaodowan              | Wallace Smith                | Mathenee Treco       | Tarinn Callender         | Fergie L. Philippe   | TBA                        |
| アレクサンダー・ハミルトン（代役）                | N/A                           | Javier Muñoz                     | Javier Muñoz                     | Joseph Morales               | Ryan Alvarado        | Ash Hunter               | Julius Thomas III    | TBA                        |

### ブロードウェイ公演での代役

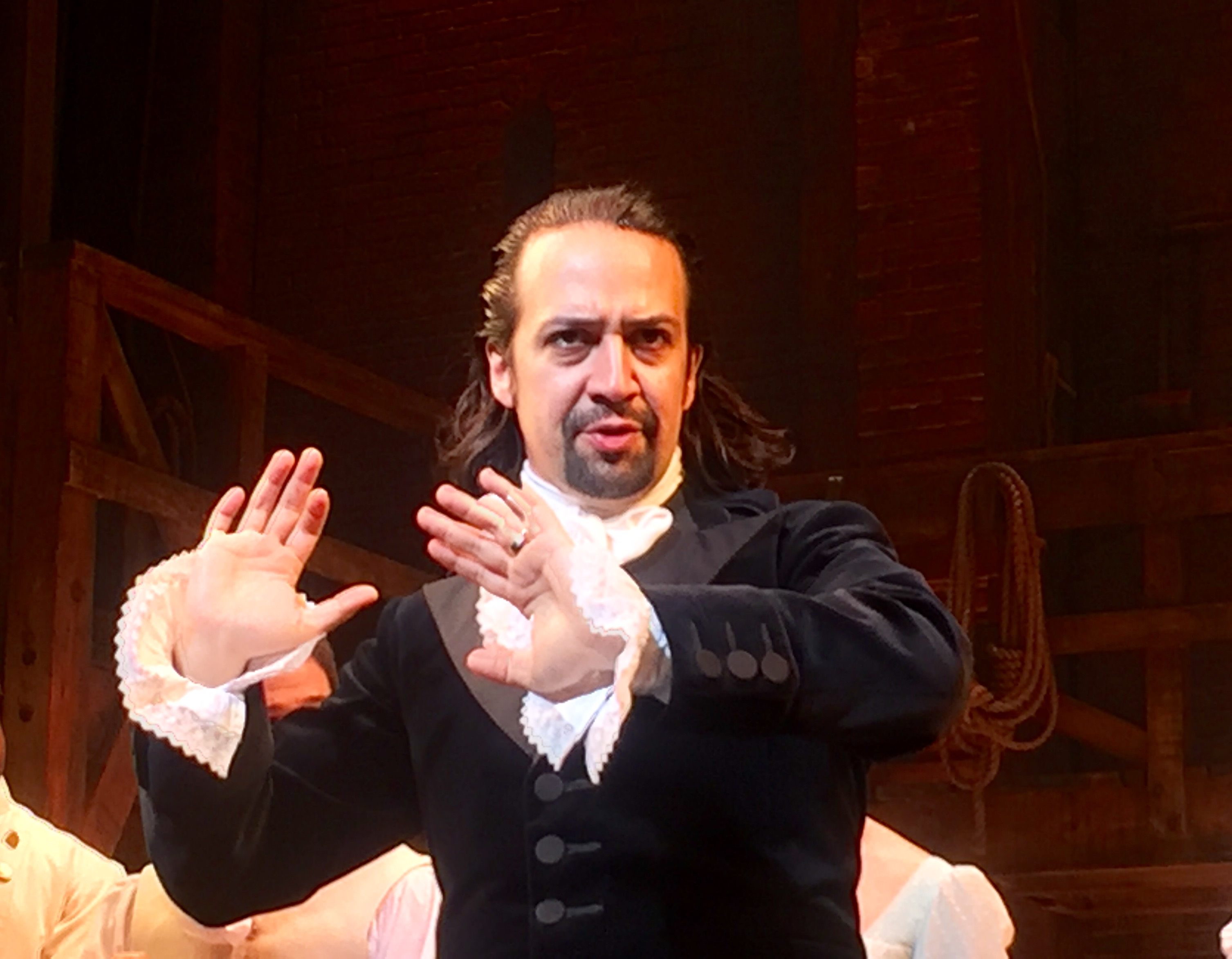
ハミルトン役のリン＝マニュエル・ミランダ

- アレクサンダー・ハミルトン: Javier Muñoz(2016年7月11日–2018年1月14日);[28]、マイケル・ルウアイ（英語版）(2018年1月16日–)[29][30]
- イライザ・ハミルトン – Lexi Lawson (2016年7月2日–)[31][30]
- アーロン・バー: ブランドン・ビクター・ディクソン（英語版）(2016年8月23日–2017年8月13日);[31]、ダニエル・ブレーカー（英語版）(2017年8月29日–)[32][30]
- アンジェリカ・スカイラー: マンディー・ゴンザレス（英語版）(2016年9月6日–)[33][30]
- ジョージ・ワシントン – ニコラス・クリストファー(2016年11月15日–2017年1月8日);[34] ブライアン・テレル・クラーク(2017年1月10日–)[30]
- ラファイエット伯爵 / トーマス・ジェファーソン: セス・スチュワート（英語版）(2016年8月15日–2017年4月16日);[35]、ジェームズ・モンロー・アイグルハート（英語版）(2017年4月18日–)[36]
- ハーキュリーズ・マリガン/ジェームズ・マディソン – Jクイントン・ジョンソン(2017年1月3日–)[30]
- ジョン・ローレンス / フィリップ・ハミルトン: ジョーダン・フィッシャー(2018年11月22日–2017年3月5日);[37]アンソニー・リー・メディナ(2017年3月7日–)[38][30]
- ペギー・スカイラー/マリア・レイノルズ – Alysha Deslorieux (2016年12月20日–2017年9月3日);[38] ジョアンナAジョーンズ (2017年9月5日–)[30]
- 国王ジョージ3世: アンドルー・レイノルズ[39]、ローリー・オマーリー(2016年4月11日–2017年1月15日);[40]、タラン・キラム(2017年1月17日–2017年4月16日);[38]、ブライアン・ダーシー・ジェームズ(2017年4月18日–2017年7月16日);[41]、ユアン・モートン（英語版）(2007年7月28日–)[42]

### その他の公演での代役
- アーロン・バー – シカゴ: ウェイン・ブレイディ[43]、ダニエル・ブレーカー（英語版）[44]
- アンジェリカ・シュイラー – シカゴ: モンティーゴ・グローバー（英語版）[45]

## 楽曲
| 第1幕 - "Alexander Hamilton" – 一同（ジョージ3世を除く） - "Aaron Burr, Sir" – ハミルトン、バー、ローレンス、ラファイエット、マリガン - "My Shot" – ハミルトン、ローレンス、ラファイエット、マリガン、バー、一同 - "The Story of Tonight" – ハミルトン、ローレンス、ラファイエット、マリガン、一同 - "The Schuyler Sisters" – アンジェリカ、イライザ、 ペギー、バー、一同 - "Farmer Refuted" – シーバリー、ハミルトン - "You'll Be Back" – ジョージ3世 - "Right Hand Man" – ワシントン、ハミルトン、バー、ローレンス、ラファイエット、マリガン、一同 - "A Winter's Ball" – バー、ハミルトン、男性 - "Helpless" – イライザ、ハミルトン、アンジェリカ、女性 - "Satisfied" – アンジェリカ、イライザ、ハミルトン、一同 - "The Story of Tonight (Reprise)" – ローレンス、ラファイエット、マリガン、バー、ハミルトン - "Wait for It" – バー、一同 - "Stay Alive" – イライザ、アンジェリカ、ハミルトン、ワシントン、ローレンス、ラファイエット、マリガン、リー、一同 - "Ten Duel Commandments" – ローレンス、ハミルトン、リー、バー、一同 - "Meet Me Inside" – ワシントン、ハミルトン、バー、ローレンス、 一同 - "That Would Be Enough" – イライザ、ハミルトン - "Guns and Ships" – ラファイエット、バー、ワシントン、一同 - "History Has Its Eyes on You" – ワシントン、一同 - "Yorktown (The World Turned Upside Down)" – ハミルトン、ラファイエット、ローレンス、マリガン、ワシントン、一同 - "What Comes Next?" – ジョージ3世 - "Dear Theodosia" – バー、ハミルトン - "Tomorrow There'll Be More of Us" – ローレンス、イライザ、ハミルトン - "Non-Stop" – ハミルトン、バー、イライザ、アンジェリカ、ワシントン、一同 | 第2幕 - "What'd I Miss" – ジェファーソン、バー、マディソン、ワシントン、ハミルトン、一同 - "Cabinet Battle #1" – ジェファーソン、ハミルトン、ワシントン、マディソン - "Take a Break" – イライザ、フィリップ、ハミルトン、アンジェリカ - "Say No to This" – ハミルトン、マリア・レイノルズ、ジェームズ、レイノルズ、一同 - "The Room Where It Happens" – バー、ハミルトン、ジェファーソン、マディソン、一同 - "Schuyler Defeated" – フィリップ、イライザ、ハミルトン、バー - "Cabinet Battle #2" – ワシントン、ジェファーソン、ハミルトン、マディソン - "Washington on Your Side" – バー、ジェファーソン、マディソン - "One Last Time" – ワシントン、ハミルトン、一同 - "I Know Him" – ジョージ3世 - "The Adams Administration" – バー、ハミルトン、ジェファーソン、マディソン、一同 - "We Know" – ハミルトン、バー、ジェファーソン、マディソン - "Hurricane" – ハミルトン、一同 - "The Reynolds Pamphlet" – ハミルトン、ジェファーソン、マディソン、バー、アンジェリカ、一同 - "Burn" – イライザ - "Blow Us All Away" – フィリップ、ハミルトン、エアッカー、ドリー、マーサ、一同 - "Stay Alive (Reprise)" – フィリップ、ハミルトン、イライザ、ドクター、一同 - "It's Quiet Uptown" – アンジェリカ、ハミルトン、イライザ、一同 - "The Election of 1800" – ジェファーソン、マディソン、バー、ハミルトン一同 - "Your Obedient Servant" – バー、ハミルトン - "Best of Wives and Best of Women" – イライザ、ハミルトン - "The World Was Wide Enough" – バー、ハミルトン、一同 - "Who Lives, Who Dies, Who Tells Your Story" – イライザ、ワシントン、バー、ジェファーソン、マディソン、アンジェリカ、ローレンス、ラファイエット、マリガン、一同 |

### レコーディング

#### 2015年、オリジナル・ブロードウェイ・キャスト・アルバム『ハミルトン』
2015年9月21日、ラジオ局NPRにてオリジナル・ブロードウェイ・キャスト・アルバム『ハミルトン (アルバム)』が公開された。アトランティック・レコードから2015年9月25日にデジタル版、10月16日にCD版がリリースされた。レコードもリリースされた。Billboard 200にて初登場第12位を獲得し、キャスト・アルバム史上1963年以来最高初登場順位となった。Billboard 200で第3位まで上昇し、『ビルボード』誌のラップ・アルバム・チャートでは第1位を獲得した。グラミー賞においてミュージカル・シアター・アルバム賞を獲得した。

#### 2016年、『ハミルトン・ミックステープ』
2016年12月2日、リミックス、カバー、サンプリングを収録した『ハミルトン・ミックステープ』がリリースされた。Billboard 200において初登場第1位を獲得した。

#### 2017年、『ハミルトン・インストゥルメンタル』、『ハミルチューンズ』
2017年6月30日、ブロードウェイ・キャスト・レコーディングの出演者の歌声なしのインストゥルメンタル版『ハミルトン・インストゥルメンタル』がリリースされた。
これに伴い、『ハミルトン』のプロデューサーたちは『ハミルチューンズ』と称した、観客が共に歌える公式イベントの開催を発表した。ただし2016年初頭、『ハミルチューンズLA』などロサンゼルス、サンフランシスコ、ワシントンD.C.など全米で非公式イベントは開催されていた。

#### 2017年-2018年、『ハミルドロップス』
ミランダは、2017年12月から2018年12月まで月に1度、計13回『ハミルドロップス』として『ハミルトン』関連の曲をリリースすると発表した。2017年12月15日、『ハミルトン』制作中にミランダが作詞したが曲もついておらず使用されなかった詞を基にし、ザ・ディセンバリスツによる『ベン・フランクリンズ・ソング』として第1回目のリリースとなった。ミランダはベンジャミン・フランクリンがディセンバリスツのように歌うことを想像し、ディセンバリスツのコリン・メロイに作曲してもらった。
2018年1月25日、2回目としてロイス・ダ・ファイブ・ナイン、ジョイナー・ルーカス、ブラック・ソウト、アロエ・ブラックによるリミックス版『ロート・マイ・ウェイ・アウト(リミックス)』がリリースされた。
2018年3月2日、3回目としてアル・ヤンコビックによるポルカでのメドレーがリリースされた。幼少時からヤンコビックのファンであったミランダは共に曲を制作する上で友情を深めた。ヤンコビックは「リンはポルカでのメドレーの制作を遠慮がちに依頼してきた。リンは「ポルカ・メドレーで作曲していただけますでしょうか」という感じで尋ね、私は「もちろん」と応えた」と語った。ヤンコビックはツアー公演で忙しくなり2月にリリースできなかったため、3月2日を2月30日と呼んでリリースするよう提案した。ミランダは「もっともアルらしい解決方法」と語った。
2018年3月19日、4回目としてミランダとベン・プラットにより『"Found/Tonight"』がリリースされた。『ディア・エヴァン・ハンセン』の『"You Will Be Found"』と『"The Story of Tonight"』のマッシュアップがリリースされ、収益金の一部がマージョリー・ストーンマン・ダグラス高校銃乱射事件の後に行なわれたMarch for Our Livesのために使用された。ミランダは曲について「March for Our Livesの資金集めおよびフロリダ州パークランドの学生たちの努力を周知させるための自分なりの手段である。我々は彼らと共にいる。だから共に闘い続けよう」と語った。またプラットはこの曲が銃規制への一端を担うことができれば、と語った。
2018年4月30日、5回目として『ハミルトン』でイライザを演じたアリアナ・アフサー(オリジナル・シカゴ・カンパニー)、ジュリア・ハリマン(第1回全米ツアー)、ショーバ・ナレヤン(第2回全米ツアー)、レイチェル・アン・ゴー(オリジナル・ウエスト・エンド・カンパニー)、レキシ・ローソン(ブロードウェイ)の5人の女優による『"First Burn" 』がリリースされた。この曲はミランダによる『"Burn"』の原案である。
2018年5月31日、6回目としてリグレッツによる『"Helpless"』のカバーがリリースされた。リグレッツのプロデューサーであったマイク・エリゾンドがアイデアを提供した。
2018年6月18日、7回目としてモブ・ディープによる『"Boom Goes the Cannon..."』がリリースされた。2017年6月にProdigyが亡くなる前、Havocと共に『"Right Hand Man" 』のサンプリングとしてコラボレートした。Havocはこのリリースについて「Prodigyへの敬意を払い、モブおよびProdigyへのレガシーを残し続ける最良の方法」と語った。ミランダはこの曲をクイーンズブリッジ団地に捧げた。

## プロダクション

### 2015年、オフ・ブロードウェイ公演
2015年、オフ・ブロードウェイにあるパブリック・シアターにて1月20日からプレビュー公演が行なわれ、2月17日から正式に開幕した。座付芸術監督のオスカー・ユースティスのもと、トーマス・カイルが演出、アンディ・ブランケンビューラーが振付を務めた。4月5日、5月3日の2回、上演期間が延長された。原作者のチャーナウは歴史監修を行なった。レビュー・サイト『Did He Like It 』によると、世界中から称賛される幕開けとなった。

### 2015年-、ブロードウェイ公演
2008年にミランダが『イン・ザ・ハイツ』でブロードウェイ・デビューしたリチャード・ロジャース劇場にて『ハミルトン』ブロードウェイ公演が、2015年7月13日、プレビュー公演、8月6日、本公演として開幕した。オフ・ブロードウェイ公演から引き続き、ジェフリー・セラーがプロデューサー、デイヴィッド・コリンズが装置デザイン、ポール・タズウェルが衣裳デザイン、ハウエル・ビンクリーが照明デザイン、ネヴィン・スタインバーグが音響デザインを務めた。
『ハミルトン』ブロードウェイ公演は多くの劇評家から高評価を得た。

### 2016年-、シカゴ公演
2016年、CIBCシアターにてシカゴ公演が、9月27日、プレビュー公演、10月19日、本公演として開幕した。2019年1月20日まで上演が続く予定である。開幕直前、プロデューサーのジェフリー・セラーは2年またはそれ以上のロングラン公演となるだろうと語った。開幕時にはミランダが出席し、シカゴ公演は非常に高い評価を得た。のちにミランダはテレビ番組のインタビューにおいて、シカゴ公演出演者たちの演技を称賛した。

### 2017年-、全米ツアー公演
2016年1月下旬、『ハミルトン』全米ツアー公演の計画が浮上した。当初、2017年から少なくとも2020年まで、20箇所での上演が発表された。初演の地であるサンフランシスコでは24時間で完売し、11万人以上がチケット購入サイトのウェイティング・ルームにいたとされる。2017年、サンフランシスコにあるオルフェウム・シアターにて、3月10日、プレビュー公演、3月23日、本公演として全米ツアー公演が開幕した。8月5日までサンフランシスコで上演され、8月11日から12月30日までロサンゼルスにあるパンテイジズ・シアターで上演された。
サンフランシスコでの全米ツアー公演開幕直後、第2回全米ツアー公演がシアトルでの6週間公演後、第1回全米ツアーとはまた別に北米を巡業するという計画が発表された。それぞれを識別するため、第1回ツアー公演を「アンジェリカ・ツアー」、第2回ツアー公演を「フィリップ・ツアー」と名付けられた。
2018年、シアトルにあるパラマウント・シアターにおいて、2月6日、プレビュー公演、2月15日に本公演として第2回全米ツアー公演が開幕した。
第1回ツアー公演だけでトラック14台分の荷物があり、出演者、スタッフ、演奏者総勢60名で巡業している。制作側はどちらのツアー公演でもオリジナルのブロードウェイ公演の動きを踏襲することにこだわっており、二重の回り舞台を使用している。それぞれのツアーにおいて、上演中に使用するものと、その間に次の上演会場に設置するものの2セットずつこの装置を所有している。

### 2017年-、ウエスト・エンド公演

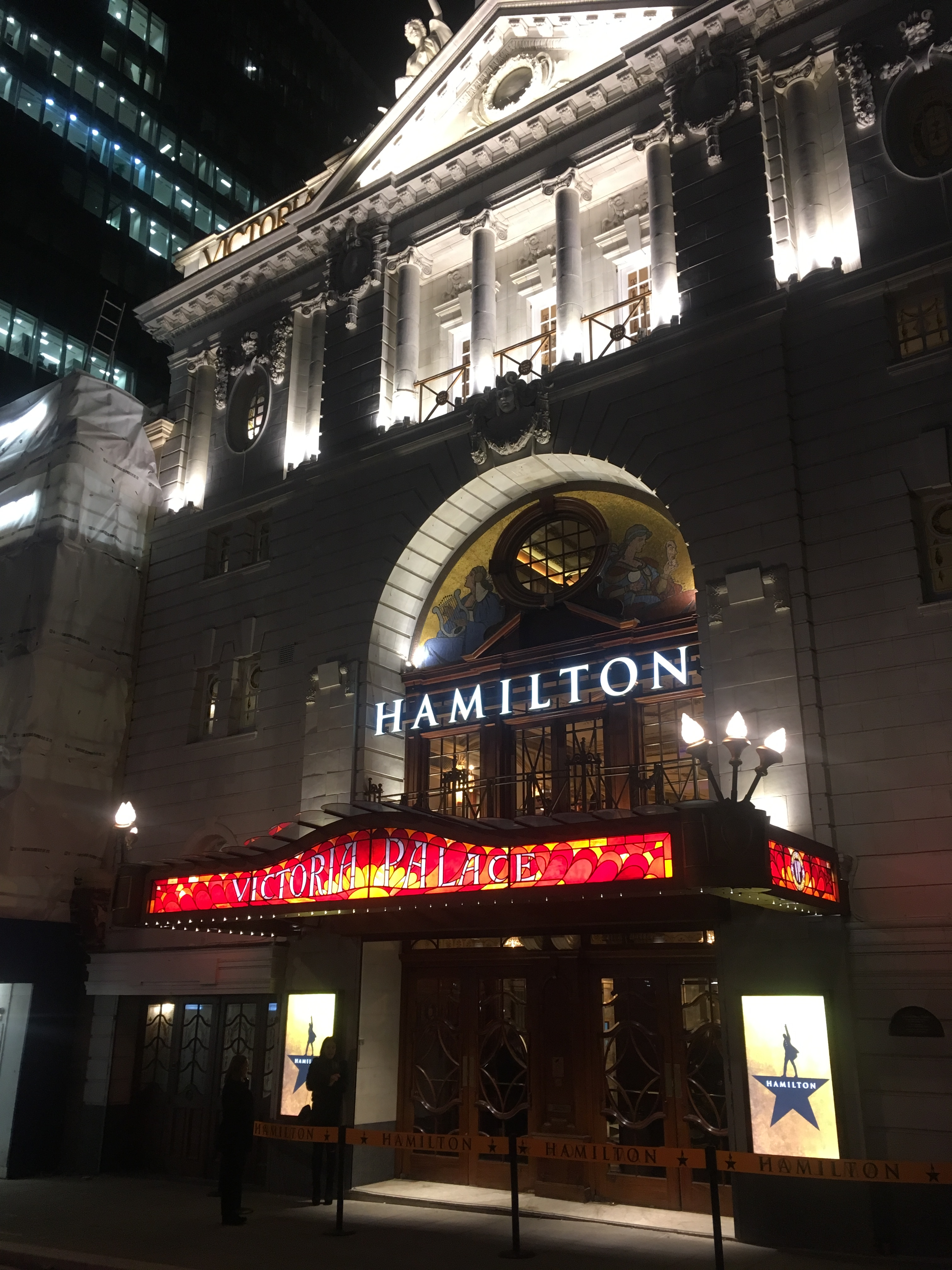
2017年12月、ロンドンにあるヴィクトリア・パレス

2017年、キャメロン・マッキントッシュのプロデュースによりヴィクトリア・パレス・シアターにおいてウエスト・エンド公演が、12月6日、プレビュー公演、12月21日、本公演として開幕した。2017年1月26日、主要出演者が発表された。ウエスト・エンド公演は非常に高い評価を受けた。

### 2019年、プエルトリコ公演
2017年11月8日、サンフアンにあるプエルトリコ大学のテアトロUPRにおいて2019年1月からミランダがハミルトン役を演じて上演することが発表された。。2017年9月および10月に起こったハリケーン・マリアでテアトロUPRは損傷し、『ハミルトン』上演に向け修復されることとなっている。

## 構想
『ニューヨーカー』誌の記事によると、「『ハミルトン』は歴史的、文化的に再考される作品である。衣裳はベルベットのフロックコートに半ズボン、装置はレンガに対し木製の足場が組まれ、温かい照明はろうそくを思わせる」。作品を通してほとんどが歌やラップで語られ、音楽のない場面で少し台詞が語られる。

### 出演者の多様性
ハミルトン、トーマス・ジェファーソン、ジョージ・ワシントン、そのほか歴史上の白人登場人物を黒人やヒスパニックの俳優が演じることについてミランダは、役者は観客が非現実的だと考えるのではないかと心配する必要はないとし、「出演者たちは現代のアメリカそのものであり、国際的でもある」、「観客を物語に引き込み、アメリカ建国の父の固定観念をくつがえす」と語った。さらに「過去に亡くなった白人の物語であるが、有色人種の俳優が出演することによって物語をより現代に近付け、現代の観客により理解しやすくなっている」と語った。
アメリカ建国の父の1人であるアレキサンダー・ハミルトンの人生、そして移民としてアメリカの政界でいかに成功したかを描くことによってハミルトンの移民推進のメッセージが伝えられる。移民の良さを表現するため白人の設定でなく、オープニングで勤勉、賢明、意欲的であると描くようにハミルトンの長所と能力を表現することによって作品全体を通してハミルトンの移民としての立場に言及されている。これに伴い、黒人、ラテン系、アジア系俳優による主要登場人物たちが演じ、アメリカ建国の父が白人である必要はないという意図を表現することによって観客はアメリカが移民国家であることを視覚的に改めて意識することができる。アンジェリカ役のレネイ・エリース・ゴールズベリイは「『ハミルトン』はアメリカについての物語であり、多様な出演者および音楽で描かれていることが素晴らしい」、「歴史を身近に感じられる機会となった」と語った。またミランダはアメリカ建国の父を女性が演じることについても意欲的である。ウエスト・エンド公演は黒人俳優が多く配役されることとなった。

### 史実との差異

#### 年代および史実
『ハミルトン』は史実および実在した人物を基に制作されているが、ミランダは物語を語る上で劇的に表現している場合もあると語っている。例えばアンジェリカがハミルトンと強い絆で結ばれているというのは誇張である。使用楽曲『Satisfied』においてアンジェリカは両親には自分を含めて娘しかおらず、社会的地位を上げるには富裕層との結婚が必要として、ハミルトンを好きだが合わないと語る。実際にはフィリップ・スカイラーにはニューヨーク州下院議員となるフィリップ・ジェレミア・スカイラーら2人息子を含む15人の子がおり、アンジェリカはハミルトンと出会う3年前に姉妹の結婚式でジョン・バーカー・チャーチと駆け落ちしており、この時すでにチャーチとの二児の母であった。ミランダはよりドラマティックにするため変更したと語った。
第1幕において、ハミルトンの人生におけるバーの役割も誇張されており、ハミルトンとバーの初期の交流はフィクションである。モンマスの戦いにバーが登場し、使用楽曲『"Ten Duel Commandments"』でジョン・ローレンスと決闘するチャールズ・リー将軍の介添人を務めたことになっているが実際はバーではなくエヴァン・エドワーズが務めた。また実際とは違い、使用楽曲『"Non-Stop"』においてハミルトンは『ザ・フェデラリスト』執筆の支援のためバーに接近している。
第1幕において、アーロン・バーは「マーサ・ワシントンは雄猫(tomcat)に「ハミルトン」と名付けた」と語り、ハミルトンは「その通り」と応えている。しかし事実は異なる。20世紀前半まで辞書に「tomcat」がプレイボーイとしての意味を持つことが記されなかったにもかかわらず、何世紀にも亘りハミルトンは浮気者として繰り返し誤って描かれている。「tomcat」にまつわる話は作家スティーブン・ノットが描くまで登場せず、2016年、キーン大学リバティ・ホールで行なわれたイベント「CelebrateHAMILTON」の一環として Alexander Hamilton Awareness Society主催の『"Alexander Hamilton Discoveries and Findings"』で歴史家で作家のマイケルEニュートンにで反論されている。
第2幕において、作品の時間制限および話の流れなどによりハミルトンの晩年について複数の差異がある。ジョン・アダムスとハミルトンの仲が良くないことは事実だが、『ハミルトン』で描かれているジョン・アダムズがハミルトンを解雇したという事実はない。アダムスが大統領に就任する2年前の1794年12月1日、ハミルトンは財務長官としての辞表を提出する。しかしハミルトンはワシントンと親しく交流を続け、政治分野に多大な影響を与える。また、ジェファーソン、マディソン、バーはハミルトンの浮気について関わったことがなく、実際に関わったのは1792年12月、ジェームズ・モンロー、フレデリック・ミューレンバーグ、エイブラハム・ヴェナブルである。モンローはジェファーソンと親しく、ハミルトンの浮気について話し合っていた。1797年夏、ジャーナリストのジェイムズ・キャレンダーはハミルトンの不貞記事を報じた。ハミルトンはモンローを責め口論となり仲違いしそうになった。ハミルトンは『The Reynolds Pamphlet』を発行する以外に方法がなかった。
使用楽曲『"Take a Break"』において、9歳のフィリップ・ハミルトンが「妹がいるけど本当は弟が欲しかった」と語る。実際には当時フィリップにはアレキサンダー・ハミルトン・ジュニアとジェイムズ・アレクサンダー・ハミルトンの2人の弟がいた。また同曲において、アンジェリカが夏にヨーロッパからアメリカに戻るという手紙をハミルトンに送るが、実際はそのような手紙は存在せずアンジェリカは自宅に残っていた。
使用楽曲『"Blow Us All Away"』において、1800年アメリカ合衆国大統領選挙の前にジョージ・イーカーとフィリップ・ハミルトンが決闘する。実際は1801年に決闘が行なわれ、11月24日にフィリップが亡くなる。曲中、イーカーは7カウントでフィリップを撃つが、実際はお互い1分以上撃たず、最終的にイーカーがフィリップの腰を撃った。
バーとハミルトンが決闘したのは1800年アメリカ合衆国大統領選挙が原因ではない。バーはジェファーソン大統領の副大統領となったが、1804年アメリカ合衆国大統領選挙では再選をかけたジェファーソンがバーを指名せず、バーはニューヨーク州知事に立候補することを決めた。しかしバーはモーガン・ルイスに完敗した。その後、チャールズ・クーパーからフィリップに宛て『The Albany Register』を通じ、ハミルトンがバーを「政治を任せるべきではない危険な男」と呼んだとし、「ハミルトン将軍はバー氏について、より見下した意見を語っていた」と記した。これらは使用楽曲『"Your Obedient Servant"』の中でバーとハミルトンの間での手紙として表現されている。

### 教育
KQEDニュースは「『ハミルトン』現象を生徒たちに影響を与えるのに役立てるアメリカ歴史教師たちが増えている」と記した。以前より生徒たちが興味を持たないとされてきたトピックについて、作品中のラップ・バトルが興味を持たせるきっかけとなっている。ニューヨークにある倫理文化フィールズトン学校の11年生および12年生の選択科目の一環として『ハミルトン』を観劇することができる。KQEDニュースはさらに「『ハミルトン』は登場人物に命を吹き込むことによって、18世紀のアメリカは遠い昔で自分たちとは関係がないと考える生徒たちに、建国の父は切り取られた二次元の世界の冷淡な登場人物ではなく、感情を持ち欠点もある実在の人物であるということを気付かせる」と記した。ブロンクス区のある高校教師は「生徒たちはドレイクやアデルの新曲のように『ハミルトン』の曲を歌っている」と記した。またある教師はハミルトンの危機回避や向上心のための文才に注目し、「文才は学問の一部であるが、向上および環境を変える最良の方法である」と語った。
『ハミルトン』のプロデューサーたちはニューヨーク市立高校の低所得家庭の2万人の生徒たちがチケットを割引で購入できるようにし、ロックフェラー財団は150万ドルを投入し、生徒1人当たり10ドルで観劇できるようにした。ギルダー・ラーマン・アメリカ歴史協会は学生がチケットを購入しやすいように手引きを作成した。
2017年度、シカゴ市立学校の2万人近くの学生たちは民間の助成金を得て観劇し、上演前には曲を演奏することもあった。
ウエブサイト『EducationWorld』は『ハミルトン』は「公民教育に再び目を向けさせる」と記した。2017年、ノースウェスタン大学は『ハミルトン』にちなみ、歴史、ラテン学などの講義の計画を発表した。
2016年、モレイン・ヴァレイ・コミュニティ・カレッジは『Straight Outta Hamilton』を開催し、作品およびそれにまつわるできごとを話し合うパネル・ディスカッションやイベントを行なった。

## チケット

### 興行成績
オフ・ブロードウェイ公演は完売し、ブロードウェイ公演では本公演開幕前にチケット売り上げ3千万ドルをあげたとされる。
2015年9月までに、ブロードウェイ公演のほとんどが完売した。2015年9月6日、レイバー・デーの週において『ライオン・キング』に次いで2番目に高い興行成績となった
。
2016年11月下旬、ブロードウェイの週の興行成績記録を塗り替え、8週間で330万ドルをあげ、8週間で300万ドル以上をあげた初めての作品となった。

### ロッタリーおよびHam4Ham
ほかのブロードウェイ・ミュージカル同様、『ハミルトン』もチケット・ロッタリーを導入している。当初、前列21列、あるいは立見席がロッタリーに用意された。毎公演、ミランダは会場外でパフォーマンスをし、ロッタリー参加者は外れたとしても作品の雰囲気を味わうことができた。当選者はハミルトンが描かれた紙幣1枚分である10ドルで観劇できる「"Ham4Ham"」を獲得することができた。
これにより尋常でない人数が集まり、西46番通りは大混雑となった。2016年1月上旬、安全性の考慮および混雑解消のため、オンラインでのロッタリーが開始された。初日、5万人以上が参加し、サイトがダウンした。
2016年7月9日のミランダ降板後、国王ジョージ3世役を演じていたローリー・オマーリーがHam4Hamのパフォーマンスを行なった。パフォーマンス開始から約1年後の2016年8月31日、Ham4Hamのパフォーマンスは正式に終了した。2017年8月より公式アプリによりオンライン上でロッタリー・システムは継続し、ブロードウェイ公演だけでなくツアー公演にも適用されるようになった。

## レガシーおよび影響

### 10ドル紙幣
2015年、アメリカ合衆国財務省は10ドル紙幣のデザインをハミルトンからアメリカで歴史上有名な女性に変更することを発表した。ミュージカルの影響でハミルトンの人気が急上昇し、アメリカ合衆国財務長官ジェイコブ・ルーは10ドル紙幣のデザイン変更を中止し、20ドル紙幣のアンドリュー・ジャクソンをハリエット・タブマンに変更することを発表した。

### Hamilton: The Revolution
2016年4月12日、ミュージカル『ハミルトン』がいかにブロードウェイで成功したかを記したミランダとジェレミー・カーターの書籍『Hamilton: The Revolution』が出版された。アレキサンダー・ハミルトンの革命だけでなく、文化的革命が作品に広がったことについて記されている。ミランダによる脚注や、舞台裏についても描かれている。

### Hamilton's America
2016年10月1日、ニューヨーク映画祭で上演後、10月21日、PBSの『Great Performances』においてドキュメンタリー『Hamilton's America』が放送された。アレックス・ホーウィッツが監督し、『ハミルトン』の制作を深く掘り下げ、ミランダの制作プロセスおよびハミルトンの人生を革新的なミュージカルに作り上げる様子を描いている。オリジナル・キャストによるブロードウェイ公演の最新映像に加え、マウントバーノンやバレーフォージなどミランダやほかの出演者たちがゆかりの地を訪ね、著名なパーソナリティ、専門家、政治家、ミュージシャンなどの長編インタビューなども収録された。アメリカの歴史家、ハミルトン研究者などのインタビューが行なわれた。

### Hamilton: The Exhibition
アレキサンダー・ハミルトンの生涯およびミュージカルに焦点を当てたインタラクティブアートの移動展示『Hamilton: The Exhibition』が計画された。2018年11月、シカゴでオープン予定である。

### 2016年、ペンス次期副大統領観劇による騒動
2016年11月18日、2016年アメリカ合衆国大統領選挙で副大統領に当選したばかりのマイク・ペンスが観劇し、上演後、バー役のブランドン・ヴィクター・ディクソンがミランダおよびプロデューサーのジェフリー・セラーと合同で作成した声明を舞台上から発表した:
ペンス次期副大統領、『Hamilton: An American Musical 』ご観劇に本当に感謝しております。本当に。私たちは多様なアメリカにいながら、新政権が私たちを、世界を、子供たちを、両親を、守ってくれないのではないか、権利の保護および維持をしてくれないのではないかと心配し不安になっています。しかし私たちはこの公演がアメリカの価値観を尊重し、私たちのためになるよう影響を与えることができたと切に願っています。私たちみんなのために。繰り返しになりますが、様々な肌の色、信念、指向を持った多様な男女たちにより語られる素晴らしきアメリカの物語を観劇してくださったことに私たちは本当に感謝をしております。
ペンスは、アメリカ合衆国大統領に選出されたドナルド・トランプによる新政権への不安を聴き、のちにペンスはこれに対し不快感はなかったと語った。しかしトランプは、ペンスが出演者から嫌がらせを受けたとしてツイッター上で謝罪を要求した。これにより「"#BoycottHamilton"」としてオンライン・キャンペーンが行なわれたが、チケットは前売りで数か月前にすでに完売していた。トランプは、2016年アメリカ合衆国大統領選挙で白人と非白人の分裂を招いたと記した『ワシントン・ポスト』紙により批判され、「人種、性別、信念に関わらず皆を尊重するならば、全てのアメリカ人のための大統領となるはずである」と記した。大統領に詳しい歴史学者のロバート・ダレックによると「トランプのツイートは、接戦となった選挙戦後に国を治めることに苦慮している次期大統領によるストライキ」であり、『ハミルトン』出演者はトランプのポリシーや言い方を恐れる者たちの代弁者となった。リード・プロデューサーのジェフリー・セラーは、トランプが『ハミルトン』を観劇したことがなくても、チケットを求めなくても、「観劇を歓迎する」と語った。

### パロディ
2016年4月、ジェブ・ブッシュがハミルトン役として登場し、ドナルド・トランプ、クリス・クリスティを政治家役として登場させた『Jeb! The Musical』がオンラインで公開された。6月、ノースウェスタン大学で「ジェブのキャンペーン」として朗読が行なわれた。クラウドソーシングで制作され、イェール大学、ボストン大学、マギル大学、ミシガン大学などからフェイスブックのグループ「"Post Aesthetics"」を介して幅広く多くの作家が集まり脚本を執筆した。
2016年、『Forbidden Broadway』制作者のジェラルド・アレッサンドリーニはレビュー『Spamilton』を執筆し、ニューヨークにあるトライアド・シアターで初演し、シカゴにあるロイヤル・ジョージ・シアターでも上演した。『ハミルトン』を含むブロードウェイ作品のパロディやブロードウェイの著名人のものまねを織り込んだ。
2016年12月12日、ドラマ『モダン・ファミリー』シーズン8のエピソード『"Weathering Heights"』において、マニーが大学に志願する。提出のため『"Alexander Hamilton"』に自身の人生を語る替え歌を録音する。ほかにも『ハミルトン』の替え歌が登場する。

## ライヴ撮影
2018年7月24日、2016年にオリジナル・キャストが出演して映画スタジオで撮影が行なわれていたことが報じられた。

## 評価

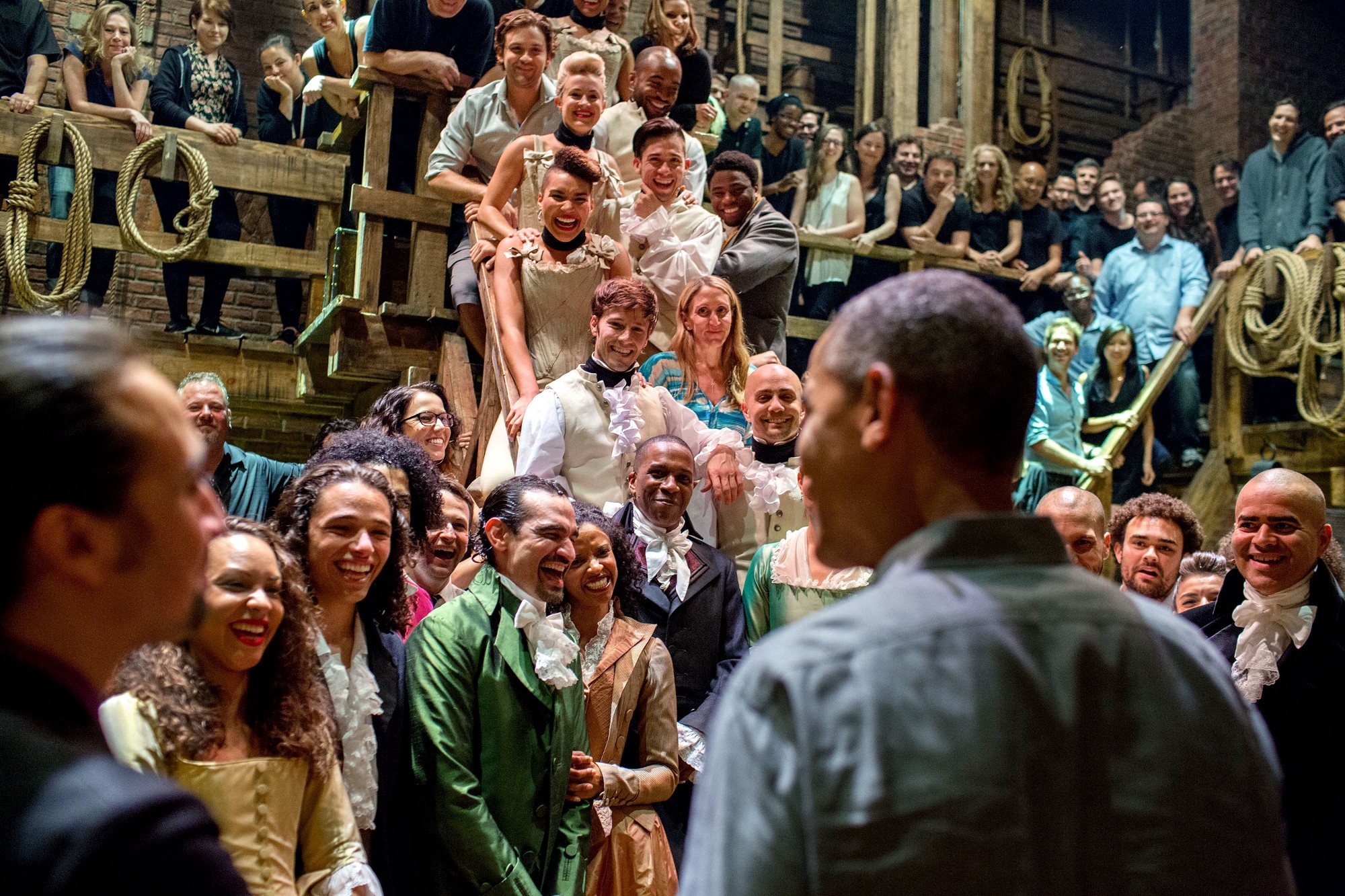
2015年7月18日、オバマ大統領と面会する出演者およびスタッフ

## 映画化
2017年2月10日、ミランダは『イン・ザ・ハイツ』脚本家クイアラ・アレグリア・ヒューズが映画版『ハミルトン』の脚本を執筆したと語ったが、映画版は数年以内には制作されないがいつか制作するつもりだとした。
その後2020年に、2016年のブロードウェイ公演の模様を撮影した映画Hamiltonが制作され、2020年7月3日にDisney+で公開された。

## 受賞歴

### オリジナル・オフ・ブロードウェイ公演
| 年   | 賞                                                   | 部門                                                 | ノミネート者                                                                                       | 結果       |
| ---- | ---------------------------------------------------- | ---------------------------------------------------- | -------------------------------------------------------------------------------------------------- | ---------- |
| 2015 | ルシル・ローテル賞                                   | ミュージカル作品賞                                   | ミュージカル作品賞                                                                                 | 受賞       |
| 2015 | ルシル・ローテル賞                                   | 演出賞                                               | トーマス・カイル                                                                                   | 受賞       |
| 2015 | ルシル・ローテル賞                                   | 振付賞                                               | アンディ・ブランケンビューラー                                                                     | 受賞       |
| 2015 | ルシル・ローテル賞                                   | ミュージカル主演男優賞                               | リン＝マニュエル・ミランダ                                                                         | 受賞       |
| 2015 | ルシル・ローテル賞                                   | ミュージカル主演男優賞                               | レスリー・オドム・Jr                                                                               | ノミネート |
| 2015 | ルシル・ローテル賞                                   | ミュージカル主演女優賞                               | フィリッパ・スー                                                                                   | 受賞       |
| 2015 | ルシル・ローテル賞                                   | ミュージカル助演男優賞                               | デイヴィード・ディグス                                                                             | 受賞       |
| 2015 | ルシル・ローテル賞                                   | ミュージカル助演男優賞                               | ブライアン・ダーシー・ジェイムズ                                                                   | ノミネート |
| 2015 | ルシル・ローテル賞                                   | ミュージカル助演女優賞                               | レネイ・エリース・ゴールズベリイ                                                                   | 受賞       |
| 2015 | ルシル・ローテル賞                                   | 衣裳デザイン賞                                       | ポール・タズウェル                                                                                 | 受賞       |
| 2015 | ルシル・ローテル賞                                   | 照明デザイン賞                                       | ハウエル・ビンクリー                                                                               | 受賞       |
| 2015 | ルシル・ローテル賞                                   | 音響デザイン賞                                       | ネヴィン・スタインバーグ                                                                           | 受賞       |
| 2015 | 外国批評家サークル賞                                 | オフ・ブロードウェイ新作ミュージカル作品賞           | オフ・ブロードウェイ新作ミュージカル作品賞                                                         | 受賞       |
| 2015 | 外国批評家サークル賞                                 | ミュージカル脚本賞                                   | リン＝マニュエル・ミランダ                                                                         | 受賞       |
| 2015 | 外国批評家サークル賞                                 | 新曲賞                                               | リン＝マニュエル・ミランダ                                                                         | 受賞       |
| 2015 | 外国批評家サークル賞                                 | ミュージカル演出賞                                   | トーマス・カイル                                                                                   | ノミネート |
| 2015 | 外国批評家サークル賞                                 | 振付賞                                               | アンディ・ブランケンビューラー                                                                     | ノミネート |
| 2015 | ドラマ・リーグ・アワード                             | ミュージカル・プロダクション賞                       | ミュージカル・プロダクション賞                                                                     | ノミネート |
| 2015 | ドラマ・リーグ・アワード                             | 演技賞                                               | デイヴィード・ディグス                                                                             | ノミネート |
| 2015 | ドラマ・リーグ・アワード                             | 演技賞                                               | リン＝マニュエル・ミランダ                                                                         | ノミネート |
| 2015 | ドラマ・デスク・アワード                             | ミュージカル作品賞                                   | ミュージカル作品賞                                                                                 | 受賞       |
| 2015 | ドラマ・デスク・アワード                             | ミュージカル主演男優賞                               | リン＝マニュエル・ミランダ                                                                         | ノミネート |
| 2015 | ドラマ・デスク・アワード                             | ミュージカル助演男優賞                               | レスリー・オドム・ジュニア                                                                         | ノミネート |
| 2015 | ドラマ・デスク・アワード                             | ミュージカル助演女優賞                               | レネイ・エリース・ゴールズベリイ                                                                   | 受賞       |
| 2015 | ドラマ・デスク・アワード                             | ミュージカル演出賞                                   | トーマス・カイル                                                                                   | 受賞       |
| 2015 | ドラマ・デスク・アワード                             | 音楽賞                                               | リン＝マニュエル・ミランダ                                                                         | 受賞       |
| 2015 | ドラマ・デスク・アワード                             | 作詞賞                                               | リン＝マニュエル・ミランダ                                                                         | 受賞       |
| 2015 | ドラマ・デスク・アワード                             | ミュージカル脚本賞                                   | リン＝マニュエル・ミランダ                                                                         | 受賞       |
| 2015 | ドラマ・デスク・アワード                             | 編曲賞                                               | アレックス・ラカモア                                                                               | ノミネート |
| 2015 | ドラマ・デスク・アワード                             | 装置デザイン賞                                       | デイヴィッド・コリンズ                                                                             | ノミネート |
| 2015 | ドラマ・デスク・アワード                             | 衣裳デザイン賞                                       | ポール・タズウェル                                                                                 | ノミネート |
| 2015 | ドラマ・デスク・アワード                             | 照明デザイン賞                                       | ハウエル・ビンクリー                                                                               | ノミネート |
| 2015 | ドラマ・デスク・アワード                             | ミュージカル音響デザイン賞                           | ネヴィン・スタインバーグ                                                                           | 受賞       |
| 2015 | ドラマ・デスク・アワード                             | 特別賞                                               | アンディ・ブランケンビューラー                                                                     | 受賞       |
| 2015 | ニューヨーク演劇批評家サークル賞                     | ミュージカル作品賞                                   | ミュージカル作品賞                                                                                 | 受賞       |
| 2015 | オフ・ブロードウェイ同盟賞                           | 新作ミュージカル作品賞                               | 新作ミュージカル作品賞                                                                             | 受賞       |
| 2015 | シアター・ワールド賞                                 | 新人賞                                               | デイヴィード・ディグス                                                                             | 受賞       |
| 2015 | クリアランス・ダーウェント賞                         | 女優賞                                               | フィリッパ・スー                                                                                   | 受賞       |
| 2015 | オビー賞s                                            | 新作アメリカ劇場作品賞                               | リン＝マニュエル・ミランダ、トーマス・カイル、アンディ・ブランケンビューラー、アレックス・ラカモア | 受賞       |
| 2015 | エドガートン・ファンデーション新作アメリカ劇場作品賞 | エドガートン・ファンデーション新作アメリカ劇場作品賞 | エドガートン・ファンデーション新作アメリカ劇場作品賞                                               | 受賞       |

### オリジナル・ブロードウェイ公演
| 年     | 賞                                 | 部門                                                                                               | ノミネート者 | 結果       |
| ------ | ---------------------------------- | -------------------------------------------------------------------------------------------------- | --- | ---------- |
| 2016   | トニー賞                           | ミュージカル作品賞                                                                                 | ミュージカル作品賞 | 受賞       |
| 2016   | トニー賞                           | ミュージカル脚本賞                                                                                 | リン＝マニュエル・ミランダ | 受賞       |
| 2016   | トニー賞                           | オリジナル楽曲賞                                                                                   | リン＝マニュエル・ミランダ | 受賞       |
| 2016   | トニー賞                           | ミュージカル主演男優賞                                                                             | リン＝マニュエル・ミランダ | ノミネート |
| 2016   | トニー賞                           | ミュージカル主演男優賞                                                                             | レスリー・オドム・Jr | 受賞       |
| 2016   | トニー賞                           | ミュージカル主演女優賞                                                                             | フィリッパ・スー | ノミネート |
| 2016   | トニー賞                           | ミュージカル助演男優賞                                                                             | デイヴィード・ディグス | 受賞       |
| 2016   | トニー賞                           | ミュージカル助演男優賞                                                                             | ジョナサン・グロフ | ノミネート |
| 2016   | トニー賞                           | ミュージカル助演男優賞                                                                             | クリストファー・ジャクソン | ノミネート |
| 2016   | トニー賞                           | ミュージカル助演女優賞                                                                             | レネイ・エリース・ゴールズベリイ | 受賞       |
| 2016   | トニー賞                           | ミュージカル装置デザイン賞                                                                         | David Korins | ノミネート |
| 2016   | トニー賞                           | ミュージカル衣裳デザイン賞                                                                         | ポール・タズウェル | 受賞       |
| 2016   | トニー賞                           | ミュージカル照明デザイン賞                                                                         | ハウエル・ビンクリー | 受賞       |
| 2016   | トニー賞                           | ミュージカル演出賞                                                                                 | トーマス・カイル | 受賞       |
| 2016   | トニー賞                           | 振付賞                                                                                             | アンディ・ブランケンビューラー | 受賞       |
| 2016   | トニー賞                           | 編曲賞                                                                                             | アレックス・ラカモア | 受賞       |
| 2016   | ドラマ・リーグ・アワード           | ブロードウェイ/オフ・ブロードウェイ・ミュージカル・プロダクション賞                                | ブロードウェイ/オフ・ブロードウェイ・ミュージカル・プロダクション賞 | 受賞       |
| 2016   | ドラマ・リーグ・アワード           | 演技賞                                                                                             | デイヴィード・ディグス | ノミネート |
| 2016   | ドラマ・リーグ・アワード           | 演技賞                                                                                             | リン＝マニュエル・ミランダ | 受賞       |
| 2016   | ピューリッツァー賞                 | 戯曲部門                                                                                           | リン＝マニュエル・ミランダ | 受賞       |
| 2016   | グラミー賞                         | ミュージカル・シアター・アルバム賞                                                                 | デイヴィード・ディグス、レネイ・エリース・ゴールズベリイ、ジョナサン・グロフ、クリストファー・ジャクソン、ジャスミン・シファス・ジョーンズ、リン＝マニュエル・ミランダ、レスリー・オドム・ジュニア、Okieriete Onaodowan、アンソニー・ラモス、フィリッパ・スー(プリンシパル・ソロイスト); アレックス・ラカモア、リン＝マニュエル・ミランダ、ビル・シャーマン、アーマー・トンプソン、タリク・トロッター(プロデューサー);リン＝マニュエル・ミランダ(作詞作曲) | 受賞       |
| 2016   | フレッド&アデル・アステア賞        | ブロードウェイ・アンサンブル賞                                                                     | ブロードウェイ・アンサンブル賞 | ノミネート |
| 2016   | フレッド&アデル・アステア賞        | 振付賞                                                                                             | アンディ・ブランケンビューラー | 受賞       |
| 2016   | フレッド&アデル・アステア賞        | 男性ダンサー賞                                                                                     | デイヴィード・ディグス | ノミネート |
| 2016   | NAACPイメージ・アワード            | デュオ、グループ、コラボレーション賞                                                               | オリジナル・ブロードウェイ・キャスト | ノミネート |
| 2016   | Dramatists Guild of America Awards | フレデリック・ロウ賞                                                                               | リン＝マニュエル・ミランダ | 受賞       |
| 2016   | エドワードMケネディ賞              | アメリカの史実に基づいた作品賞                                                                     | リン＝マニュエル・ミランダ | 受賞       |
| 2016   | Broadway.com観客賞                 | 新作ミュージカル作品賞                                                                             | 新作ミュージカル作品賞 | 受賞       |
| 2016   | Broadway.com観客賞                 | ミュージカル主演男優賞                                                                             | リン＝マニュエル・ミランダ | 受賞       |
| 2016   | Broadway.com観客賞                 | ミュージカル主演男優賞                                                                             | レスリー・オドム・ジュニア | ノミネート |
| 2016   | Broadway.com観客賞                 | ミュージカル主演女優賞                                                                             | フィリッパ・スー | 受賞       |
| 2016   | Broadway.com観客賞                 | 新人女優賞                                                                                         | フィリッパ・スー | 受賞       |
| 2016   | Broadway.com観客賞                 | 新人女優賞                                                                                         | ジャスミン・シファス・ジョーンズ | ノミネート |
| 2016   | Broadway.com観客賞                 | ミュージカル助演女優賞                                                                             | ジャスミン・シファス・ジョーンズ | ノミネート |
| 2016   | Broadway.com観客賞                 | ミュージカル助演女優賞                                                                             | レネイ・エリース・ゴールズベリイ | 受賞       |
| 2016   | Broadway.com観客賞                 | ミュージカル助演男優賞                                                                             | デイヴィード・ディグス | ノミネート |
| 2016   | Broadway.com観客賞                 | ミュージカル助演男優賞                                                                             | クリストファー・ジャクソン | ノミネート |
| 2016   | Broadway.com観客賞                 | ミュージカル助演男優賞                                                                             | アンソニー・ラモス | ノミネート |
| 2016   | Broadway.com観客賞                 | ミュージカル助演男優賞                                                                             | ジョナサン・グロフ | 受賞       |
| 2016   | Broadway.com観客賞                 | Diva賞                                                                                             | ジョナサン・グロフ | 受賞       |
| 2016   | Broadway.com観客賞                 | ファニー・パフォーマンス賞                                                                         | ジョナサン・グロフ | 受賞       |
| 2016   | Broadway.com観客賞                 | ファニー・パフォーマンス賞                                                                         | デイヴィード・ディグス | ノミネート |
| 2016   | Broadway.com観客賞                 | 新人賞                                                                                             | デイヴィード・ディグス | 受賞       |
| 2016   | Broadway.com観客賞                 | 新人賞                                                                                             | アンソニー・ラモス | ノミネート |
| 2016   | Broadway.com観客賞                 | 新人賞                                                                                             | Okieriete Onaodowan | ノミネート |
| 2016   | Broadway.com観客賞                 | ペア賞                                                                                             | リン＝マニュエル・ミランダ & レスリー・オドム・ジュニア | 受賞       |
| 2016   | Broadway.com観客賞                 | ペア賞                                                                                             | リン＝マニュエル・ミランダ & フィリッパ・スー | ノミネート |
| 2016   | Broadway.com観客賞                 | 男性代役賞                                                                                         | アンドルー・レイノルズ | ノミネート |
| 2016   | Broadway.com観客賞                 | 男性代役賞                                                                                         | ローリー・オマーリー | ノミネート |
| 2016   | Broadway.com観客賞                 | 新曲賞                                                                                             | "Alexander Hamilton" | ノミネート |
| 2016   | Broadway.com観客賞                 | 新曲賞                                                                                             | "My Shot" | ノミネート |
| 2016   | Broadway.com観客賞                 | 新曲賞                                                                                             | "The Schuyler Sisters" | ノミネート |
| 2016   | Broadway.com観客賞                 | 新曲賞                                                                                             | "Satisfied" | 受賞       |
| 2016   | Broadway.com観客賞                 | 新曲賞                                                                                             | "The Room Where It Happens" | ノミネート |
| 2017年 | キッズ・チョイス・アワード         | サウンドトラック賞                                                                                 | サウンドトラック賞 | ノミネート |
| 2017年 | ビルボード・ミュージック・アワード | サウンドトラック/キャスト・アルバム賞                                                              | サウンドトラック/キャスト・アルバム賞 | 受賞       |
| 2018年 | ケネディ・センター名誉賞           | リン＝マニュエル・ミランダ、アンディ・ブランケンビューラー、アレックス・ラカモア、トーマス・カイル | リン＝マニュエル・ミランダ、アンディ・ブランケンビューラー、アレックス・ラカモア、トーマス・カイル | 受賞       |

### オリジナル・ウエスト・エンド公演
| 年     | 賞                         | 部門                                 | ノミネート者                                     | 結果       |
| ------ | -------------------------- | ------------------------------------ | ------------------------------------------------ | ---------- |
| 2018年 | 批評家サークル・シアター賞 | ピーター・ヘプル・ミュージカル作品賞 | ピーター・ヘプル・ミュージカル作品賞             | 受賞       |
| 2018年 | ローレンス・オリヴィエ賞   | 新作ミュージカル作品賞               | 新作ミュージカル作品賞                           | 受賞       |
| 2018年 | ローレンス・オリヴィエ賞   | 音楽功労賞                           | アレックス・ラカモア、リン＝マニュエル・ミランダ | 受賞       |
| 2018年 | ローレンス・オリヴィエ賞   | ミュージカル主演男優賞               | Giles Terera                                     | 受賞       |
| 2018年 | ローレンス・オリヴィエ賞   | ミュージカル主演男優賞               | Jamael Westman                                   | ノミネート |
| 2018年 | ローレンス・オリヴィエ賞   | ミュージカル助演男優賞               | Michael Jibson                                   | 受賞       |
| 2018年 | ローレンス・オリヴィエ賞   | ミュージカル助演男優賞               | Jason Pennycooke                                 | ノミネート |
| 2018年 | ローレンス・オリヴィエ賞   | ミュージカル助演男優賞               | Cleve September                                  | ノミネート |
| 2018年 | ローレンス・オリヴィエ賞   | ミュージカル助演女優賞               | Rachel John                                      | ノミネート |
| 2018年 | ローレンス・オリヴィエ賞   | 衣裳デザイン賞                       | ポール・タズウェル                               | ノミネート |
| 2018年 | ローレンス・オリヴィエ賞   | 照明デザイン賞                       | ハウエル・ビンクリー                             | 受賞       |
| 2018年 | ローレンス・オリヴィエ賞   | 音響デザイン賞                       | ネヴィン・スタインバーグ                         | 受賞       |
| 2018年 | ローレンス・オリヴィエ賞   | 演出賞                               | トーマス・カイル                                 | ノミネート |
| 2018年 | ローレンス・オリヴィエ賞   | 振付賞                               | アンディ・ブランケンビューラー                   | 受賞       |

### 功績
| Publication          | Accolade                 | Rank |
| -------------------- | ------------------------ | ---- |
| ビルボード           | 2015年ベスト・アルバム25 | 2    |
| ローリング・ストーン | 2015年ベスト・アルバム50 | 8    |